# Parc Natural de la Península del Llevant
El Parc Natural de la Península del Llevant és un espai natural protegit situat al Nord-est de l'illa de Mallorca que inclou part dels municipis d'Artà, Capdepera, Sant Llorenç i Santa Margalida. Va ser protegit pel Decret 127/2001 del Govern de les Illes Balears i pel Decret 8/2023 de 20 de febrer es varen ampliar els seus límits.
Actualment té una extensió de 17.111 hectàrees (10.917 ha terrestres i 6.194 ha marines) de les quals prop de 2.700 són de titularitat pública com la finca de Son Real, les cases d'Albarca, la casa de s'Arenalet i la casa dels Oguers. El Parc inclou les reserves del Cap Ferrutx i del cap des Freu, als termes d'Artà i Capdepera, dues àrees de penya-segats costaners on es preserven íntegrament el conjunt d'ecosistemes naturals. A més, a partir de l'ampliació del 2023 s'incorporaren al Parc Natural hàbitats escassos, amenaçats i d’alt interès ecològic, com els sistemes dunars de Sa Canova, Cala Mesquida i Cala Agulla i les zones humides de Son Bauló, Son Real i Na Borges.
Geogràficament el Parc Natural inclou els cims de major altitud de les serres de Llevant (Talaia Freda, 564 m; Bec de Ferrutx, 519 m; puig des Porrassar, 491 m; puig d’Alpare, 487m; puig de sa Tudossa, 441 m).

El Bec de Ferrutx (519 m) al Parc Natural

## Flora

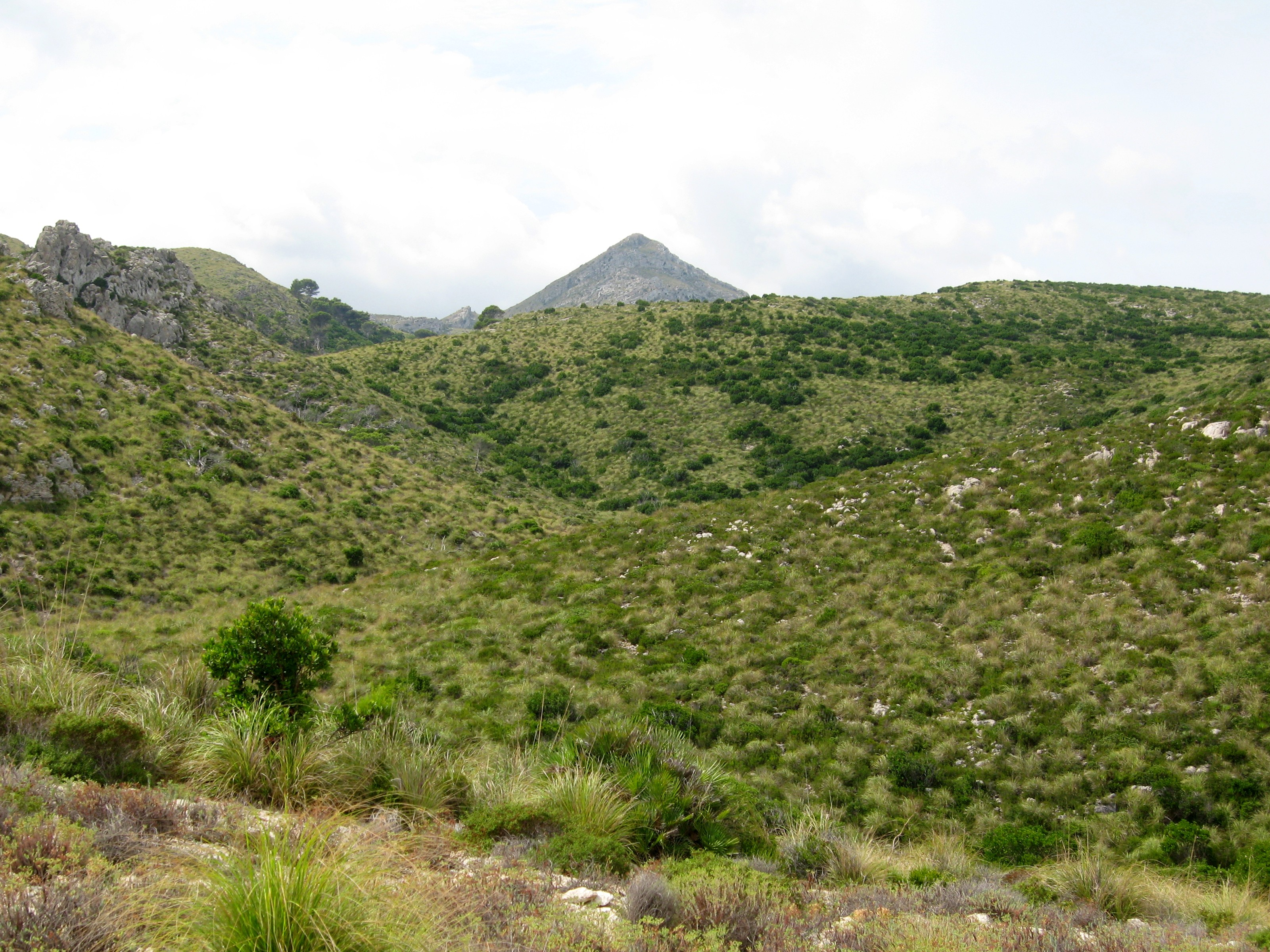
Aspecte del carritxar típic del Parc Natural

Gran part del Parc Natural es caracteritza per la presència d'una comunitat vegetal piròfita originada per l'ús reïterat de cremes controlades per a la regeneració de pastures destinades als ramats d'ovelles. Dins aquesta garriga predominen les èspecies que resisteixen el foc i rebroten ràpidament, com el càrritx (Ampelodesmos mauritanicus) i el garballó (Chamaerops humilis). Els alzinars queden limitats als comellars i zones on l'acció del foc no ha arribat.
Als roquissars litorals del Parc trobam espècies adaptades al vent i la salinitat. Aquesta vegetació inclou les saladines (Limonium sp.) i endemismes com la margalideta de mar (Senecio varicosus), el coixinet de monja (Launaea cervicornis), la camamil·la de Maó (Santolina magonica) o l'aristolòquia (Aristolochia bianorii).

Altres ambients presents al Parc inclouen els penya-segats costaners, coves, avencs, fonts, torrents, pinars, savinars i sistemes dunars cadascun dels quals amb la seva flora característica. A més, s'hi troben conreus extensius d'olivera, d'ametller, de figuera i de garrover en diferent grau d'abandó.

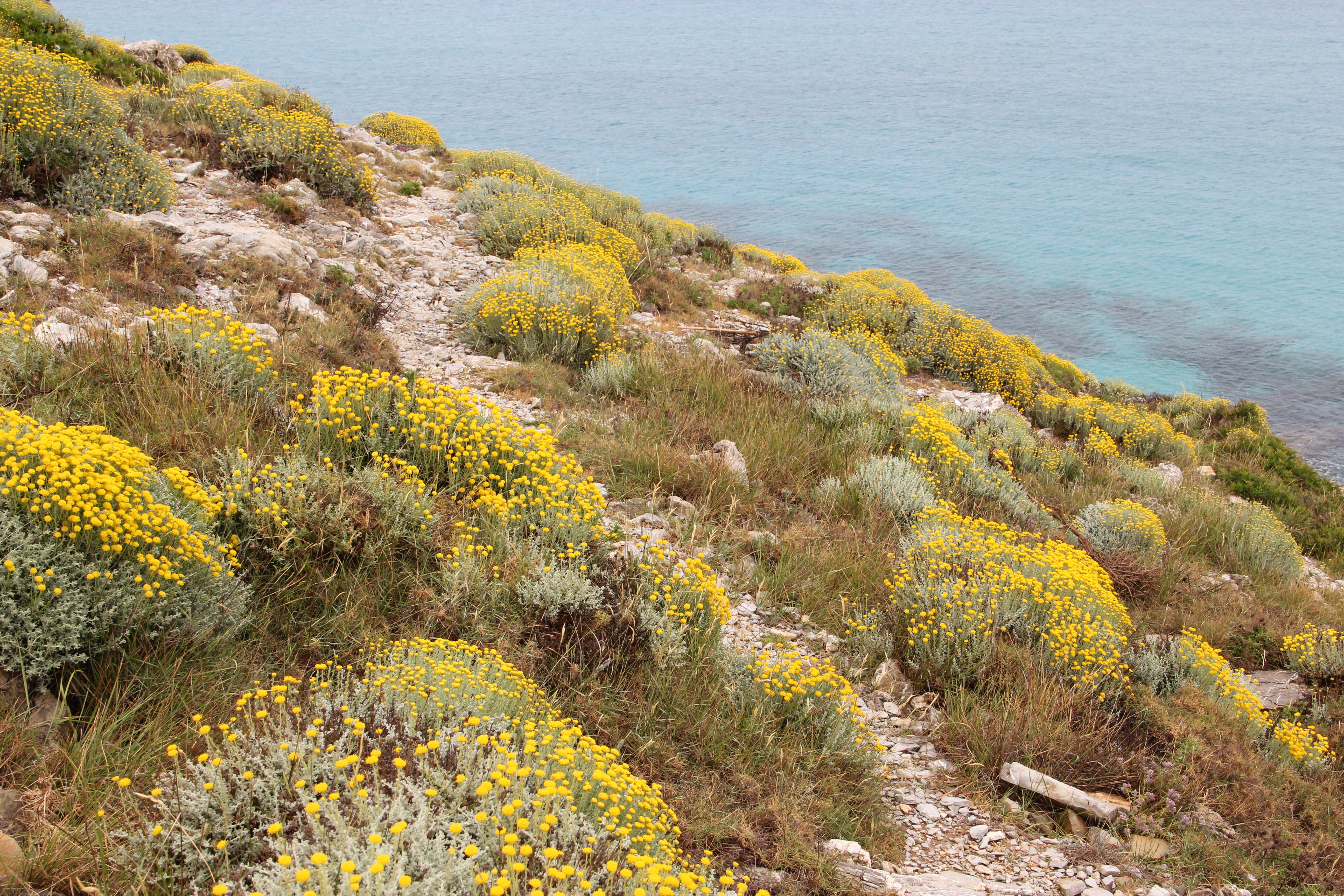
Santolina magonica prop de Cala Mesquida
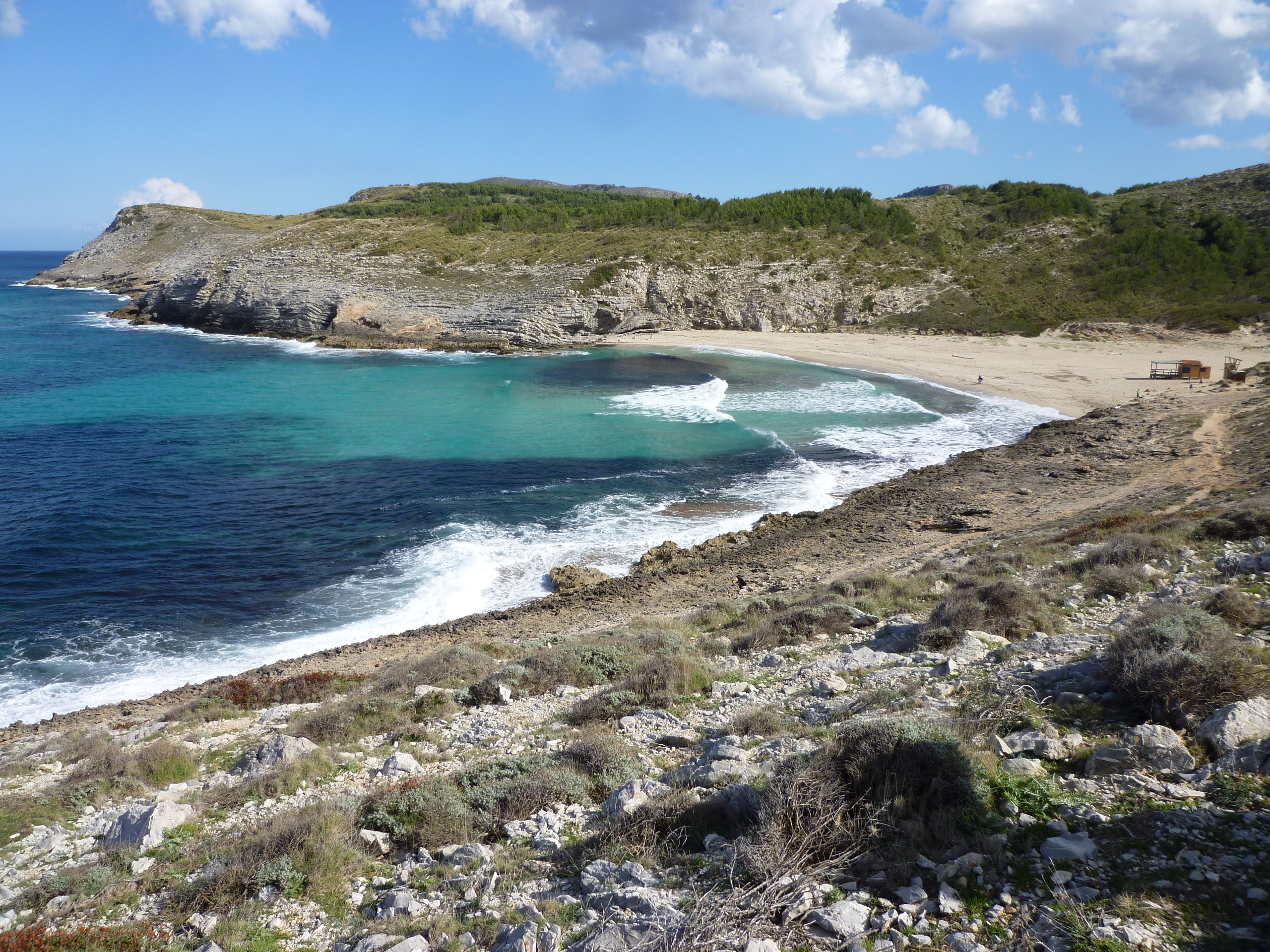
Roquissar litoral a Cala Torta
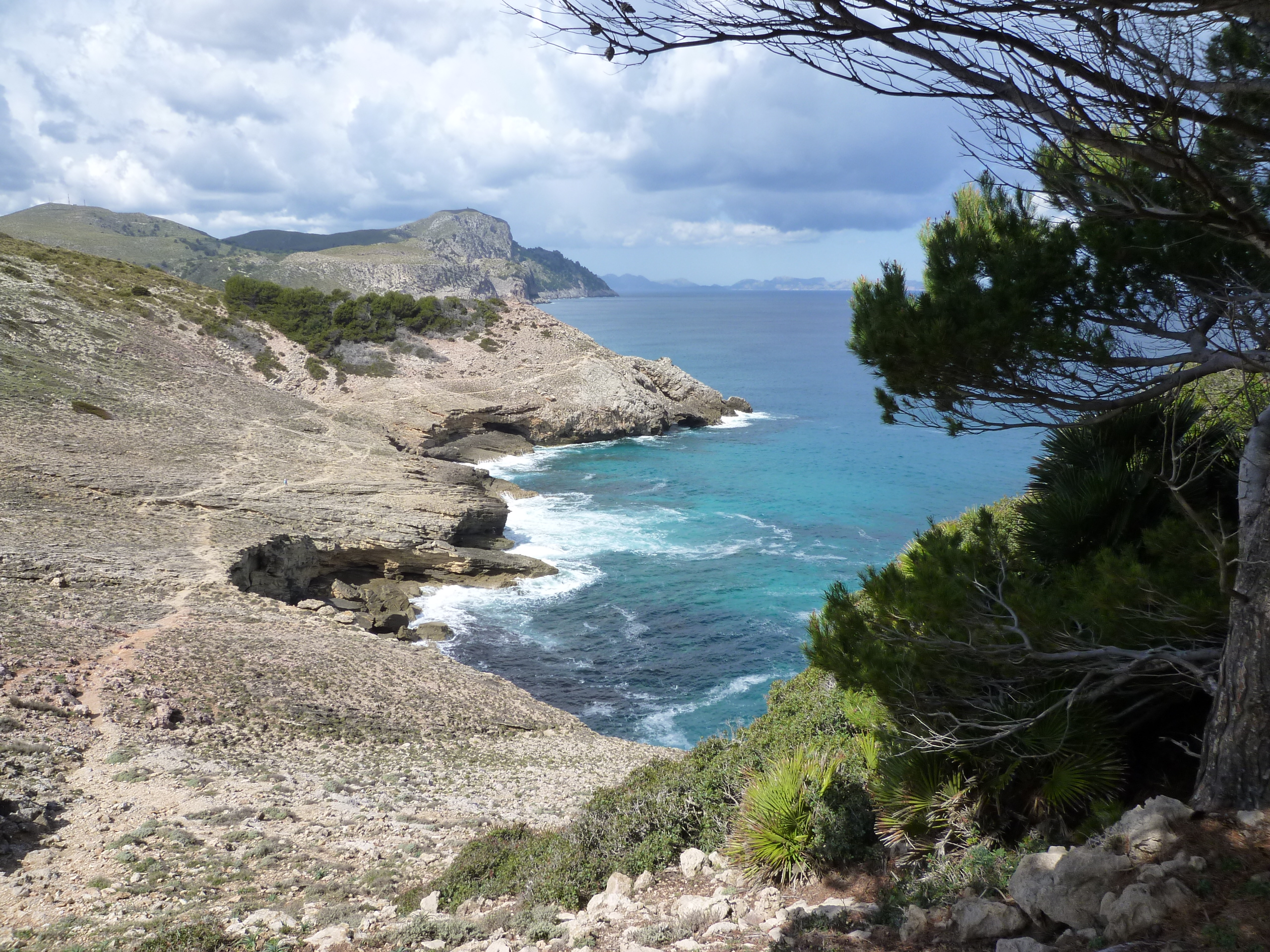
Costa rocosa del Parc Natural
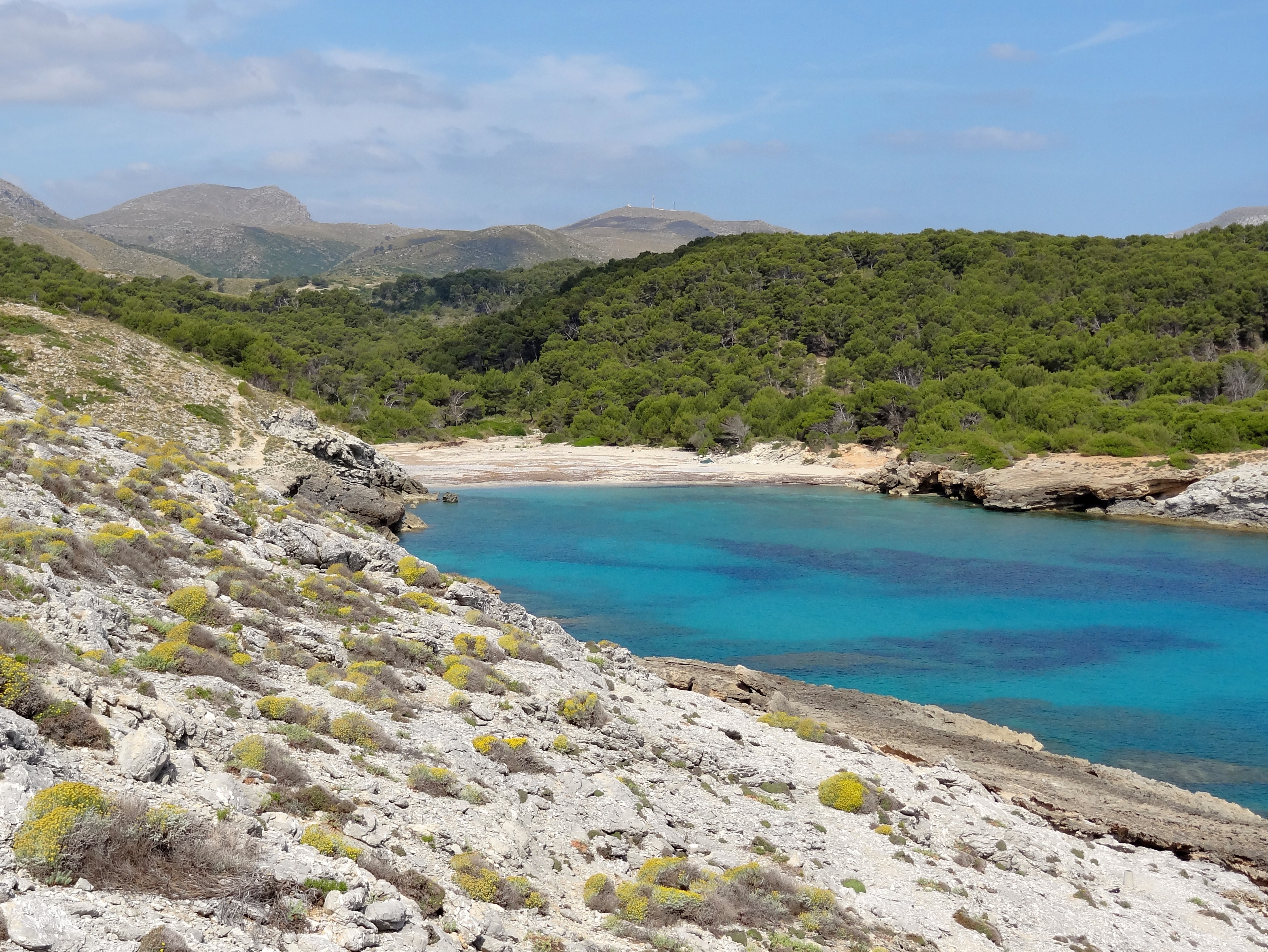
Cala des Matzoc
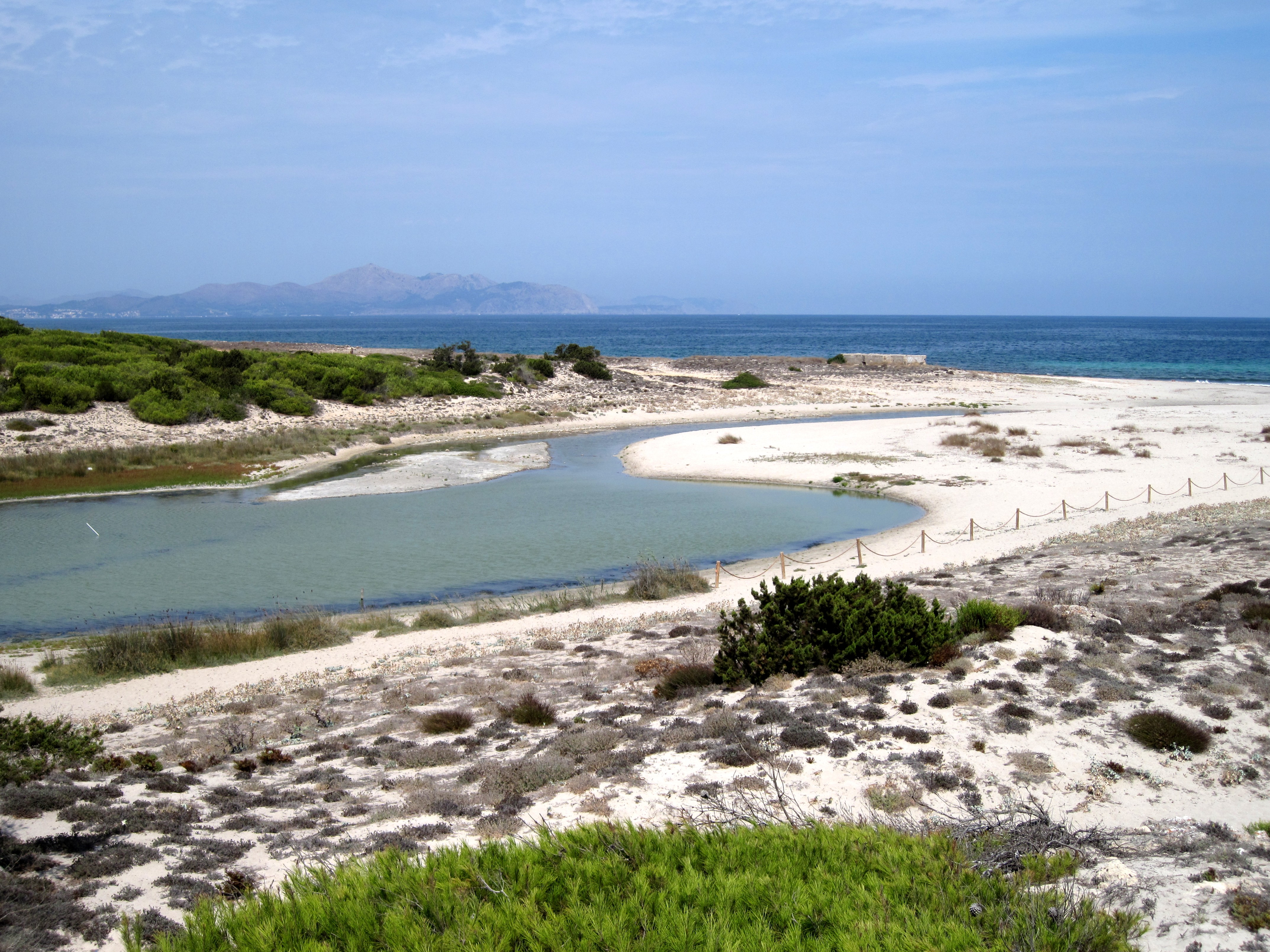
Platja i l'estany de Son Real

El Parc conté un abundant nombre d’espècies vegetals endèmiques de les Balears, destacant el botó d’or (Ranunculus weyleri), la primavera blanca (Primula acaulis subsp. balearica), la gatova (Genista tricuspidata), l’estepa joana (Hypericum balearicum), la palònia (Paeonia cambessedesii), el coixinet de monja (Teucrium balearicum), l’eixorba-rates negre (Astragalus balearicus), la violeta de penyal (Hippocrepis balearica), el claveller de penyal (Bupleurum barceloi) i la panconia de penyal (Crepis triasii) entre d'altres.
Les praderies de Posidonia oceanica estan ben representades a la part marina del Parc i serveixen de refugi i hàbitat de diverses espècies de fauna marina.

## Fauna
És d'especial importància les poblacions de tortuga mediterrània.
Entre les aus, hi ha colònies de gavina corsa i corb marí, i també aus nidificants a les zones humides de Canyamel.
Entre els rapinyaires, hi ha una població important de falcó marí i d'esparver. En canvi, hi ha pocs exemplars d'àguila peixatera i de la moixeta voltonera.

## Programa d'Educació ambiental
Hi ha un itinerari per la finca de s'Alqueria Vella, per conèixer una casa de possessió antiga i els seus elements, un itinerari pel massís d'Artà per veure el puig del Porrassar i un altre pels valls de l'Alqueria Vella i el Verger.